# Tengku Intan Zaharah
Tengku Ampuan Tua Tengku Intan Zaharah binti Almarhum Tengku Seri Setia Raja Tengku Hitam Omar (Jawi: تڠكو امڤوان توا تڠكو اينتن زهرة بنت المرحوم تڠكو ستيا راج تڠکو هيتم عمر;  13. April 1928 – 24. Januar 2015) war die Tengku Ampuan Tua (Großkönigin-Witwe) von Terengganu. Sie war zuvor von 1945 bis 1979 die Tengku Ampuan Besar (Königin-Gemahlin) von Terengganu, von 1979 bis 1998 die Tengku Ampuan (Königin-Witwe) von Terengganu und von 1998 bis zu ihrem Tod im Jahr 2015 die Tengku Ampuan Tua (Großkönigin-Witwe) von Terengganu. Sie war auch von 1965 bis 1970 vierte Raja Permaisuri Agong (Königin) der Wahlmonarchie Malaysia.

## Frühe Lebensjahre
Tengku Intan wurde am 13. April 1928 in Singapur geboren. Ihr Vater, Tengku Seri Setia Raja Terengganu Tengku Hitam Omar, war ein Mitglied der königlichen Familie von Singapur (Johor Bendahara Horeh) und diente im öffentlichen Dienst des Bundesstaates Terengganu als Staatssekretär von Terengganu. Er wurde seit dem Tod des letzten Sultans von Singapur, Alauddin Alam Shah, im Jahr 1897 ins Exil geschickt. Ihre Mutter war Raja Zainab binti Raja Alang, die zweite Ehefrau ihres Vaters.
Tengku Intan erhielt ihre Ausbildung an der Malay School in Telok Kurau und am Katong Convent in Singapur.

## Königliches Leben
Tengku Intan heiratete am 3. April 1944 Sultan Ismail Nasiruddin Shah ibni Almarhum Sultan Zainal Abidin III (damals Tengku Paduka Raja von Terengganu) als seine zweite Ehefrau. Die Ehe blieb kinderlos.
Am 5. November 1945 verkündete der Staatsrat von Terengganu, bestehend aus dreizehn Mitgliedern, die Absetzung von Sultan Ali Shah und die Ernennung von Tengku Ismail zum fünfzehnten Sultan von Terengganu. Tengku Ismail wurde als Sultan Ismail Nasiruddin Shah bekannt und am 6. Juni 1949 im Istana Maziah in Kuala Terengganu eingesetzt.
Dementsprechend wurde Tengku Intan Zaharah Tengku Ampuan Besar (Königin) von Terengganu. Während der Herrschaft ihres Ehemanns wurde Tengku Intan Raja Permaisuri Agong, vierte Königin Malaysias.
Im Jahr 1979, nach dem Tod ihres Ehemanns, wurde sie zur Tengku Ampuan (Königinwitwe) von Terengganu ernannt. Im Jahr 1998, nach dem Tod ihres Stiefsohns Sultan Mahmud Al-Muktafi Billah Shah wurde sie zur Tengku Ampuan Tua (Großköniginwitwe) von Terengganu.

## Tod
Tengku Ampuan Tua Tengku Intan Zaharah starb am 24. Januar 2015 um 15:30 Uhr im Hospital Pantai in Kuala Lumpur an einer Lungenentzündung. Sie war 86 Jahre alt. Ihr Leichnam wurde nach Terengganu überführt und neben dem Grab ihres Ehemanns, Sultan Ismail Nasiruddin Shah, im königlichen Mausoleum in der Nähe der Abidin-Moschee in Kuala Terengganu beigesetzt.

## Auszeichnungen und Anerkennungen

### Nationale Ehrungen

#### Ehrungen von Terengganu
- Mitglied der 1. Klasse des hoch angesehenen Familienordens von Terengganu (DK)
- Mitglied der Großen Begleiter des hochverehrten Sultan Mahmud I von Terengganu (SSMT)
- Ritter Großkommandeur des hochangesehenen Ordens der Krone von Terengganu (SMPT)

#### Ehrungen von Malaysia
- Empfänger des höchsten Ordens der Krone des Reiches DMN (6. April 1966)

### Ausländische Ehrungen
- Ethiopien:
  -  Dame Großkreuz des Ordens der Königin von Saba (21i Mai 1968)[4]

- Deutschland:
  -  Großkreuz Sonderklasse des Verdienstordens der Bundesrepublik Deutschland (9. März 1967)

- Indonesien:
  -  Erste Klasse des Ordens Mahaputera (16. März 1970)

- Iran:
  -  Mitglied 1. Klasse des Ordens der Plejaden (17. Januar 1968)

- Japan:
  -  Dame Großkreuz (Paulownia) des Ordens der Edlen Krone (19. Februar 1970)

- Philippinen
  -  Erste Klasse der Goldenen Herzmedaille(9. Februar 1968)

- Südkorea
  -  Dame des Großordens Mugunghwa (7. Februar 1966)
  -  Große Gwanghwa-Medaille des Ordens für diplomatische Verdienste (7. Februar 1966)

### Nach ihr benannte Orte
Nach ihr wurden mehrere Orte benannt, darunter:
- Jalan Tengku Ampuan Intan Zaharah Malaysia Federal Route 3685 in Kuala Nerus, Terengganu
- SMK Tengku Intan Zaharah in Dungun, Terengganu
- SK Tengku Ampuan Intan in Kuala Berang, Terengganu
- SMK Tengku Ampuan Intan in Kuala Berang, Terengganu
- Tengku Ampuan Intan Zaharah Moschee in Dungun, Terengganu